# Angels with Dirty Faces (Sugababes-album)
Az Angels with Dirty Faces az angol Sugababes lánycsapat második stúdióalbuma, amelyet 2002. augusztus 26-án jelentetett meg az Island Records, és 2002 szeptemberéig a legtöbb európai területen is megjelent. Az album a csapat első kiadása az Island Records-nál, miután 2001-ben szerződést bontottak a London Records-cal, valamint az első album, ami már a második felállásban, Heidi Range közreműködésével készült, aki az alapító tagot, Siobhán Donaghy-t váltotta fel.

## Történet
Röviddel a csapat bemutatkozó albuma, a One Touch utolsó kislemezének megjelenése után, a csapat tagja és társalapítója, Siobhán Donaghy elhagyta a bandát a zenekaron belüli személyes nézeteltérések miatt. 2001-ben hivatalosan is egy új tag, Heidi Range váltotta fel. Miután korábbi kiadójuk, a London Records elhagyta őket, új lemezkiadót kerestek, végül megkötötték az új lemezszerződést az Island Records-cal, és nekiláttak az új albumnak.
Az albumot végül 2002. augusztus 26-án adták ki belföldön, az első két kislemez, a Freak like Me és a Round Round az 1. helyen végzett az Egyesült Királyságban. Az album alapvetően kedvező kritikákat kapott. 
Majdnem egy hónappal az album brit megjelenése után 2002 szeptemberében Európa-szerte és Új-Zélandon is megjelent, ahol jelentős sikert aratott. Az album elnyerte az IFPI Platina Európa-díjat az 1 millió példányt meghaladó európai eladások elismeréseként.  
A lányok a siker reményében rengeteg új producerrel kezdtek el dolgozni. Köztük van Richard X, Bloodshy & Avant, Xenomania, Lucas Secon és Craigie, a régiek közül pedig megtartották Jony Rockstart. Ezen az albumon előnyben van az electro, dance és pop, a soul pedig igencsak háttérbe szorul.
Az album vinylen jelenik meg először az Egyesült Királyságban 2024. október 9-én, a National Album Day keretében.

## Fogadtatás és siker
A lemez jóval sikeresebb lett mint elődje, a One Touch, ugyanis Angliában a 2. helyen nyitott, és 3×-os Platina minősítést ért el, máig közel egy milliót adtak el belőle Angliában, máig a lányok legjobb albuma. Nemzetközileg is sikeresnek tudható be, hiszen két országban lett TOP10-es, hatban pedig TOP20-as. Első kislemeze a Freak like Me volt, amely a csapat első #1 dala lett. Ezt követte a Round Round, amely hasonlóan óriási sikernek örvendhetett, hiszen ez a kislemez is #1 lett. Ezt követte az album megjelenése, majd jött a #7 Stronger / Angels with Dirty Faces dupla A-oldalas kiadása, majd végül egy Sting-feldolgozás, a Shape, amely a 11. helyen végzett az angol kislemezlistán. Mind a négy kislemez igazi favoritnak számít a rajongók körében, és a Freak like Me valamint a Round Round a lányok legjobb slágerei közé tartoznak.

## Dallista
1. "Freak Like Me" (Eugene Hanes, Mark Valentine, Loren Hill, William Collins, Gary Numan) – 3:16
2. "Blue" (Keisha Buchanan, Mutya Buena, Heidi Range, Howard Jones, Robbie Bronnimann, Robin Boult) – 3:55
3. "Round Round" (Brian Higgins, Miranda Cooper, Lisa Cowling, Tim Powell, Nick Coler, Keisha Buchanan, Mutya Buena, Heidi Range, Florian Pfueger, Felix Stecher, Robin Hoffmann, Rino Spadverchiand) – 3:57
4. "Stronger" (Jony Lipsey, Marius De Vries, Felix Howard, Keisha Buchanan, Mutya Buena, Heidi Range) – 4:00
5. "Supernatural" (Christian Karlsonn, Pontus Winnberg, Michelle Bell) – 3:37
6. "Angels with Dirty Faces" (Brian Higgins, Bob Bradley, Tim Powell, Miranda Cooper, Matt Gray, Keisha Buchanan, Mutya Buena, Heidi Range) – 3:47
7. "Virgin Sexy" (Keisha Buchanan, Mutya Buena, Heidi Range, Lucas Seson, Maryann Morgan) – 3:45
8. "Shape" (Sting, Dominic Miller, Craig Dodds) – 4:13
9. "Just Don't Need This" [UK és Japán bónusz kiadás] (Keisha Buchanan, Mutya Buena, Heidi Range, Jony Lipsey, Felix Howard, Jeremy Shaw) – 3:32
10. "No Man, No Cry" [UK és Japán bónusz kiadás] (Craig Dodds, Keisha Buchanan, Mutya Buena, Heidi Range) – 3:34
11. "Switch" (Felix Howard, Fredrik Odesjo, Henrik Jonback, Nina Woodford, Keisha Buchanan, Mutya Buena, Heidi Range) – 3:37
12. "More Than a Million Miles" (Lucas Secon, Maryann Morgan, Keisha Buchanan, Mutya Buena, Heid Range) – 3:24
13. "Breathe Easy" (Acoustic Jam) (Craig Dodds, Keisha Buchanan, Mutya Buena, Heidi Range) – 3:59
14. "Round Round" (Alternative Mix) (Brian Higgins, Miranda Cooper, Lisa Cowling, Tim Powell, Nick Coler, Keisha Buchanan, Mutya Buena, Heidi Range, Florian Pfueger, Felix Stecher, Robin Hoffmann, Rino Spadverchiand) – 6:07

## Kislemezek
| #  | Kislemez                           | Megjelenés          |
| -- | ---------------------------------- | ------------------- |
| 1. | Freak Like Me                      | 2002. április 22.   |
| 2. | Round Round                        | 2002. augusztus 12. |
| 3. | Stronger / Angels with Dirty Faces | 2002. november 4.   |
| 4. | Shape                              | 2003. március 10.   |

## Ranglista
| Ország             | Dátum            | Helyezés | Példányszám | Megjegyzések                           |
| ------------------ | ---------------- | -------- | ----------- | -------------------------------------- |
| Egyesült Királyság | 2002. augusztus  | 2        | 916,562     | 3x Platina                             |
| Ausztria           | 2002. szeptember | 19       |             |                                        |
| Németország        | 2002. szeptember | 13       |             | Arany                                  |
| Svájc              | 2002. szeptember | 13       | 15,000      | Arany                                  |
| Svédország         | 2002. szeptember | 49       |             | csak az első 3 kislemez jelent meg itt |
| Új Zéland          | 2002. október    | 21       |             | csak az első 3 kislemez jelent meg itt |
| Írország           | 2002. szeptember | 11       |             |                                        |
| Hollandia          | 2002. szeptember | 12       | 35,000      | Arany                                  |
| Lengyelország      | 2002. szeptember | 7        |             |                                        |
| Finnország         | 2002. szeptember | 32       |             | csak az első 3 kislemez jelent meg itt |
| Norvégia           | 2002. szeptember | 11       |             |                                        |
| Dánia              | 2002. szeptember | 37       |             | csak az első 3 kislemez jelent meg itt |